# Exetastes costaricensis
Exetastes costaricensis är en stekelart som först beskrevs av Cameron 1886.  Exetastes costaricensis ingår i släktet Exetastes och familjen brokparasitsteklar. Inga underarter finns listade i Catalogue of Life.